# Gmina Bedenica
Gmina Bedenica (chorw. Općina Bedenica) – gmina w Chorwacji, w żupanii zagrzebskiej. W 2011 roku liczyła  1432 mieszkańców.